# Yukito Kishiro
木城 ゆきと
Œuvres principales
Première œuvre : Kikai
Autres ouvrages :
- Hito
- Gunnm
- Gunnm Last Order
- Gunnm Mars Chronicle

Yukito Kishiro (木城 ゆきと, Kishiro Yukito) est un mangaka japonais né le 20 mars 1967 à Chiba dans la préfecture de Chiba, au Japon. Il est principalement connu comme l'auteur de la série Gunnm.

## Biographie
Né le 20 mars 1967 à Tokyo, Yukito Kishiro grandit dans la ville portuaire de Chiba, dans la préfecture de Chiba. Rapidement, il se découvre une passion pour le dessin, principalement avec des monstres, et imagine plusieurs histoires sans humains plutôt violentes.
Âgé de dix-sept ans, il gagne le premier prix d'un concours organisé par le magazine Weekly Shōnen Sunday. Grâce à sa nouvelle Kikai (littéralement « air maléfique »), une histoire de vaisseau spatial envoûté et de trafic de drogue, il est sacré meilleur dessinateur débutant et reçoit le prix des jeunes dessinateurs de Shōgakukan. À partir de 1988, ses histoires sont publiées dans les magazines de Shōgakuhan et de Kadokawa Shoten.
Pendant l'hiver 1990, il débute sa série Gunnm dans le magazine Business Jump publié par Shūeisha. En 1994, alors que la série est toujours en cours de parution, un accident de moto se produit et provoque un violent choc physique et mental à l'auteur, l’empêchant de poursuivre l’œuvre. Il décide d'achever celle-ci beaucoup plus rapidement que prévu, début 1995, sans pouvoir publier une partie de l'histoire qu'il avait prévue. Fin 1995, il réfléchit alors à la poursuite de son œuvre sous forme de jeu vidéo pour concrétiser l'épisode qu'il avait déjà imaginé. Le jeu Gunnm: Kasei no kioku'' est publié en 1998 sur PlayStation. Entre-temps, il participe aux illustrations d'un roman tiré de Gunnm et réalise trois histoires courtes liées à l'univers de Gunnm, qui seront compilées en 2007 dans un volume relié intitulé Gunnm Other Stories (Gunnm Gaiden). Il écrit également deux mangas, Ashman (Haisha), situé dans le même univers que Gunnm, ainsi que Aqua Knight, une nouvelle série dont l'ambiance tranche totalement avec l'univers sombre et violent de Gunnm pour une aventure de fantaisie dans un monde aquatique. À partir de 1998, une version deluxe en six volumes est publiée, et redonne envie à Kishiro de dessiner son histoire sur l'épisode spatial. La fin de Gunnm est alors modifiée pour pouvoir intégrer cette suite.
Gunnm Last Order débute en novembre 2000 dans le magazine Ultra Jump. Celle-ci sera publiée jusqu'en 2010 par Shūeisha, jusqu'à un différend entre l'éditeur et l'auteur. La série est alors reprise par Kōdansha, qui la publie dans le magazine Evening jusqu'à sa conclusion en 2014.
Une adaptation cinématographique de Gunnm, intitulée Alita: Battle Angel, sort en 2019. Elle est réalisée par Robert Rodriguez et produite et écrite par James Cameron.
Kishiro débute une nouvelle série basée sur Gunnm, Gunnm Mars Chronicle, en octobre 2014 dans le magazine Evening.
Le mangaka et l'univers de Gunnm sont à l'honneur du Festival d'Angoulême 2020, notamment à travers l'exposition Gunnm, L'ange mécanique présentant près de 150 originaux,, une classe de maître donnée par l'auteur et une rencontre entre ce dernier et Enki Bilal autour de la science-fiction dans la bande dessinée.

## Œuvres
- 1984 : Kikai
- 1988 : Kaiyōsei
- 1988 : Hito
- 1988 : WAR - MEN
- 1989 : Dai-Mashin
- 1989 : Mirai Tokyo Head Man
- 1990 : Uchū kaizoku shōnendan
- 1991 - 1995 : Gunnm
- 1997 : Hito (recueil d'histoires courtes de jeunesse de l'auteur)
- 1997 : Ashman (Haisha)[11]
- 1997 : Gunnm Other Stories (Gunnm Gaiden)
- 1998 : Aqua Knight
- 2000 - 2014 : Gunnm Last Order
- 2014 - 2025 : Gunnm Mars Chronicle

## Expositions
- Gunnm, L'ange mécanique, Festival d'Angoulême 2020[8]